# NF Almirante Graça Aranha (H-34)
O NF Almirante Graça Aranha é um navio-faroleiro da Marinha do Brasil. Afeto à Diretoria de Hidrografia e Navegação da Marinha do Brasil, a sua missão é a de apoiar a construção e efetuar apoio aos faróis, posicionar, manter e reparar o balizamento, de modo a contribuir para a segurança da navegação na costa brasileira.

## Missão
O navio é capacitado para realizar todas as tarefas de apoio à sinalização náutica, incluindo a instalação e manutenção de sinalização em locais de difícil acesso e nas ilhas oceânicas brasileiras, em função de sua capacidade para operar com aeronave de asa rotativa (helicóptero) embarcada e por possuir autonomia suficiente para atingir os mais longínquos pontos das Águas Jurisdicionais Brasileiras (AJB).
Foi construído no Estaleiro EBIN e incorporado à Armada Brasileira em 9 de setembro de 1976. O seu nome é uma homenagem ao hidrógrafo Vice-Almirante Heráclito da Graça Aranha. Seu primeiro comandante foi o, à época, Capitão de mar e guerra, Gauthier José Pereira Filho.